# Jeepers Creepers 3
Jeepers Creepers 3 es una película de terror dirigida por Victor Salva y estrenada el 26 de septiembre de 2017. La acción de la película transcurre después de los hechos de Jeepers Creepers, pero antes de lo ocurrido en Jeepers Creepers 2. Myriad Pictures financió el rodaje y la distribución de la película, que originalmente iba a llamarse Jeepers Creepers 3: Cathedral. La película esta protagonizada por Meg Foster, Gabrielle Haugh, Stan Shaw y Jonathan Breck nuevamente interpretando a El Creeper además de contar con la aparición especial de Gina Philips como Trisha "Trish" Jenner en un breve cameo.

## Argumento
Un día después de los acontecimientos de la primera película, la policía descubre el camión del Creeper lleno de cadáveres; sin embargo, el camión tiene una trampa con pinchos. Cuando llega el sheriff Dan Tashtego, informa al sargento Davis Tubbs sobre el Creeper y sus motivos. Se apresuran a recuperar el camión del Creeper después de saber que se dirige al depósito. Mientras Frank y el ayudante Lang transportan el vehículo, el Creeper secuestra a Frank.
Al día siguiente, la madre de Kenny Brandon, Gaylen, tiene una visión de Kenny, que fue asesinado por el Creeper; le advierte que vendrá por lo que enterró en la propiedad y la matará a ella y a su sobrina Addison. Tubbs se une a un pequeño equipo que Tashtego ha formado con familiares de víctimas del Creeper para matarlo. Un grupo de adolescentes descubre el camión del Creeper en un campo; uno de ellos, Kirk, activa accidentalmente el arpón, quedando empalado en la pierna. Mientras los otros chicos intentan liberarlo, el Creeper los mata a todos. Addison va a la ciudad a comprar heno para su caballo y se une a su amigo Buddy para llevar el heno a la casa de una plantación. Encuentran al dueño y a los trabajadores escondidos bajo los coches; el dueño les dice que pidan ayuda. El Creeper secuestra a Addison. Gaylen desentierra la mano que encontró Kenny; la toca y entra en trance.
Cuando llega el equipo de Tashtego, Gaylen revela que la mano del Creeper puede hablarles; Tashtego toca la mano, quedando impactado por lo antiguo que es el Creeper. Addison se despierta junto a Kirk en el camión del Creeper; Kirk activa accidentalmente una trampa, lo que hace que un tubo de metal le atraviese la cabeza. Tashtego y Tubbs descubren la ubicación del Creeper y se dirigen, junto con Michael. Encuentran al Creeper conduciendo por la carretera, pero cuando le disparan, las balas se desvían y Michael muere. Un pequeño explosivo es expulsado del camión del Creeper y el coche de Tashtego y Tubbs aterriza en un campo. Antes de que el Creeper pueda matar a Tubbs, Tashtego le grita para que le preste atención; pareciendo intuir que lo sabe, el Creeper salta tras él. Tashtego le dispara varias veces, pero las balas tienen poco efecto y le golpea en la cabeza con un hacha. Con la mayor parte del equipo desaparecido, Tubbs se retira.
Esa noche, el Creeper descubre que Addison sigue viva, pero antes de que pueda matarla, ella hace que la tubería de metal salga disparada y le empale la cabeza. Ella escapa mientras el Creeper pierde un ojo; él intenta usar sus armas para matarla pero su puntería es mala. Es atropellado por un camión y Addison huye. Cuando el conductor del camión se baja para ver lo que ha pasado, es asesinado y su cuerpo utilizado por el Creeper para curarse. Addison se esconde en un campo donde la encuentran Gaylen y Buddy. El Creeper vuelve a la casa de Gaylen donde encuentra un cartel que dice "Sabemos lo que eres", junto con la mano, y grita de rabia. Al día siguiente, Addison se despide de Buddy antes de irse a un partido de baloncesto del instituto en el mismo autobús que es atacado por el Creeper antes de su hibernación.
Veintitrés años después, se ve a Trish Jenner leyendo una carta abierta que presumiblemente escribió en un ordenador en la que pide a la gente que luche contra el Creeper cuando éste regrese y jura vengarse del monstruo por la muerte de su hermano, Darry.

## Reparto

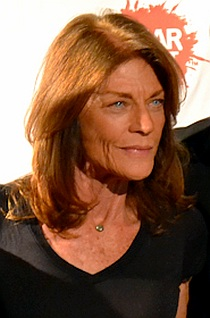
Meg Foster, Protagonista del film.

- Stan Shaw como Sheriff Dan "Danny" Tashtego.
- Gabrielle Haugh como Addison "Addi" Brandon
- Jordan Shalloum como Kenny Brandon
- Meg Foster como Gaylen Brandon.
- Jonathan Breck como El Creeper.
- Brandon Smith como Sargento Davis Tubbs.
- Chester Rushing como Buddy Hooks.
- Ryan Moore como Kirk Mathers.
- Michael Sirow como Michael "Mickey" Miller.
- Joyce Giraud como Dana Lang.
- Gina Philips como Trish Jenner (Cameo).
- Jason Bayle como Cal Hooks.

## Producción

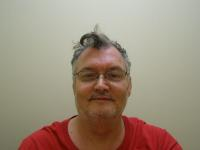
Victor Salva director, escritor y creador de la franquicia.

Originalmente la historia y el marco de la película ya estarían hechos antes del estreno de Jeepers Creepers 2. Sin embargo, la película se habría retrasado durante muchos años suponiéndose que desde el año 2013 la película se encontraba en posproducción, pero no contaba con suficiente financiación. El 11 de septiembre de 2015, Google anunció que la película finalmente había retomado la producción, y que la idea original de la película posiblemente sería desechada.
El 10 de marzo de 2016 IMDb anunció mediante un mensaje que en esta nueva entrega se incluirían nuevos personajes a la historia de los cuales hasta ese momento los nombres revelados eran: Kenny, Gaylen, Krik Mathers, Addison y el sheriff Tasthego, por otro lado Latin Post informó que Jonathan Breck ya había confirmado que repetiría su papel como la criatura mientras que Brandon Smith volvería para interpretar al sargento David Tubbs de la primera película, Gina Philips inicialmente descartó un posible regreso pues afirmó que la productora no la había contratado, pero posteriormente anunció su participación no protagónica pero sí secundaria en el filme. Por otro lado Ray Wise tampoco volvió al reparto de la película, ya que la intercuela no merecía su participación.
Bloody Disgusting aclaró que el rodaje se detuvo a finales de marzo porque no había sido posible completar el reparto, pero que se reanudaría en cuanto este estuviera completo. Unos meses después la venezolana Marieh Delfino, que interpretó a Rhonda en Jeepers Creepers 2, aclaró que no participaría en el filme ya que al tratarse de una intercuela la acción tiene lugar antes de los hechos de la secuela.
La controversia que rodea al director, al hacerse de conocimiento público su encarcelamiento en 1988 por abuso sexual infantil, hizo que antes del estreno no se difundiera mucha información sobre la película, y también hubo muchas especulaciones sobre ella.

## Recepción

### Taquilla
El 28 de septiembre de 2017, Jeepers Creepers 3 tuvo un estreno impresionante y recaudó $1,773 millones en los Estados Unidos. La película se estrenó en 635 salas durante un día y debutó en el puesto #3 en la clasificación de la taquilla del martes, junto a Kingsman: The Golden Circle e It, debido a los buenos resultados que obtuvo en taquilla en una sola noche se habilitó una nueva fecha en cines para el 4 de octubre de 2017.
A diferencia de los Estados Unidos, en el resto del mundo el filme se estrenó con normalidad y se mantuvo en cartelera por varios meses llegando a ser número 1 en taquilla en México y Colombia.

### Crítica
Jeepers Creepers 3 recibió críticas mixtas a negativas, siendo elogiada por retomar la historia original aunque ciertos críticos la consideraron la peor película de la franquicia.
Joshua Millican de Horror Freak News, dio a la película una crítica sobre todo positiva, diciendo: «Jeepers Creepers 3 es un éxito, pero los fanes que han esperado más de una década para verla podrían haber tenido unas expectativas demasiado altas. Las pistas de los orígenes del Creeper son convincentes y todo se ve fantástico. Es la goma de mascar del terror que es fácil de consumir y divertido de ver«.[cita requerida] El crítico de cine Steve Pulaski dedicó a la película una crítica agridulce, diciendo: «A través de todos sus defectos, algunos ciertamente debido a lo que las maravillas del paso del tiempo hacen a las expectativas de uno, he encontrado un cierto disfrute en Jeepers Creepers 3; todas estas películas han sido un poco diferentes a las de su predecesora y esta no es una excepción, es claro que quieren dar a los fanes algo que puedan apreciar, pero no siempre sabe la mejor ruta».[cita requerida] Steve Barton en revisión para Dread Central le dio a la película tres y media de cinco estrellas y dijo: «Al final del día si eres un fan de la franquicia, estarás feliz con esta última entrada... que para mi gusto es mejor que la segunda, pero se queda por debajo de la bondad y la calidad de la experiencia original. La puerta ha quedado abierta para Jeepers Creepers 4 y si va o no a suceder es algo que todavía está por ver».[cita requerida]
El sitio CriticSight Oficial cataloga a Jeepers Creepers 3 como: «Una película digna de la franquicia, que pese a su bajo presupuesto y la falta de efectos espectaculares como sus predecesoras supo dar calidad con el bajísimo presupuesto de que dispuso».[cita requerida]
Pero Robert Yaniz, Jr. de We Got This Covered dijo: «Falta de imaginación o de auténtico miedo, Jeepers Creepers 3 queda trágicamente corta en casi todos los frentes». Adam Dileo en revisión para IGN dio el siguiente veredicto: «Una entrada sin precedentes en una franquicia favorita de culto, Jeepers Creepers 3 ofrece a los fanes poco para emocionarse. Aunque el monstruo sigue mandando  en su porción de la carretera secundaria y el cielo por encima de él, el resto de la película se estrella en los campos de maíz».[cita requerida]